# Václav Daněk (fotbalista)
Václav Daněk (* 22. prosince 1960, Brušperk) je bývalý český fotbalista, československý reprezentant a fotbalový trenér.

## Hráčská kariéra
V roce 1979 se poprvé objevil v A-mužstvu Baníku Ostrava, v létě roku 1983 narukoval na základní vojenskou službu do Dukly Praha pod vedením trenéra Ladislava Nováka. Po návratu do Baníku Ostrava zde vydržel další 4 roky. Po otevření hranic odešel do sousedního Rakouska, kde vydržel dva roky hrát za FC Tirol Innsbruck. Poté vyzkoušel ligu ve Francii za Le Havre, pak tříleté působení opět v Rakousku za FC Tirol Innsbruck, kde zakončil prvoligovou kariéru. Poté následovala rakouská 3. liga.
V československé lize nastřílel celkem 110 gólů (98 za Baník, 12 za Duklu Praha) a krom toho do své bilance přidal i branky ve svém rakouském a francouzském angažmá. Dle pravidel Klubu ligových kanonýrů má započteno 48 gólů v Tirolu Innsbruck a 3 v AC Le Havre. Celkem má započítáno 161 ligových gólů. Vzhledem k pravidlu klubu, že se počítají do bilance góly vstřelené góly v evropských nejvyšších ligách od počátku roku 1990, "přišel" o góly vstřelené během úspěšného podzimu roku 1989 v Tirolu Innsbruck. Toto už neplatí, protože v prosinci 2016 došlo k úpravě pravidel Klubu ligových kanonýrů Gólu a napravení podobných excesů. Od té doby má Václav Daněk započítáno 196 branek, které v ligových zápasech nastřílel za tyto kluby: Baník Ostrava 98, Dukla Praha 12, Innsbruck 83, Le Havre 3.

### Prvoligová bilance
| Ročník              | Zápasy | Góly | Minuty | Klub             |
| ------------------- | ------ | ---- | ------ | ---------------- |
| I. liga 1979/80     | 23     | 7    | –      | Baník Ostrava    |
| I. liga 1980/81     | 24     | 8    | –      | Baník Ostrava    |
| I. liga 1981/82     | 29     | 11   | –      | Baník Ostrava    |
| I. liga 1982/83     | 28     | 8    | –      | Baník Ostrava    |
| I. liga 1983/84     | 23     | 7    | –      | Dukla Praha      |
| I. liga 1984/85     | 18     | 5    | –      | Dukla Praha      |
| I. liga 1985/86     | 17     | 4    | –      | Baník Ostrava    |
| I. liga 1986/87     | 30     | 24   | –      | Baník Ostrava    |
| I. liga 1987/88     | 26     | 23   | –      | Baník Ostrava    |
| I. liga 1988/89     | 23     | 13   | –      | Baník Ostrava    |
| I. liga 1989/90     | 25     | 15   | –      | Tirol Innsbruck  |
| I. liga 1990/91     | 32     | 29   | –      | Tirol Innsbruck  |
| I. liga 1991/92     | 17     | 3    | –      | AC Le Havre      |
| I. liga 1992/93     | 35     | 24   | –      | Wacker Innsbruck |
| I. liga 1993/94     | 34     | 12   | –      | Tirol Innsbruck  |
| I. liga 1994/95     | 20     | 3    | –      | Tirol Innsbruck  |
| CELKEM I. ČS. LIGA  | 241    | 110  | –      |                  |
| CELKEM I. RAK. LIGA | 146    | 83   | –      |                  |
| CELKEM I. FR. LIGA  | 17     | 3    | –      |                  |

## Reprezentační kariéra
V reprezentaci si odbyl premiéru v přátelském zápase 14. dubna 1982 proti domácímu Německu (prohra 1:2). Poslední zápas sehrál v kvalifikaci na ME 1992 v Olomouci proti Albánii 16. října 1991 (výhra 2:1). Svůj nejúspěšnější zápas sehrál 14. listopadu 1990 ve stejné kvalifikaci pro Španělsku, kdy československá reprezentace vyhrála 3:2 a on se podílel na vítězství 2 góly. Za československou reprezentaci odehrál 22 zápasů a vstřelil v nich 9 gólů.

## Trenérská kariéra
Po skončení aktivní kariéry působil nejprve 2 roky na pozicích asistenta trenéra v Karviné a Baníku Ostrava. Jako hlavní trenér působil mj. v FC Vítkovice (2004) nebo v FK Dukla Banská Bystrica.

## Úspěchy
Dvakrát se stal mistrem republiky, v letech 1980 a 1981, v obou případech s Baníkem Ostrava. Je členem Klubu ligových kanonýrů. V roce 1987 se stal nejlepším střelcem československé ligy. Dvakrát se stal nejlepším střelcem rakouské ligy (1991, 1993). V roce 1991 získal bronzovou kopačku pro třetího nejlepšího střelce v Evropě.

## Rodina
Má dvě děti – Barboru a Jana. Jan (* 22. listopadu 1982) se věnuje také fotbalu, hraje na pozici obránce, nejvyšší dosažená soutěž – 1. liga (jeden odehraný zápas za Baník Ostrava), naposledy 2. liga za Duklu Praha.